# Rybitwy (województwo lubelskie)

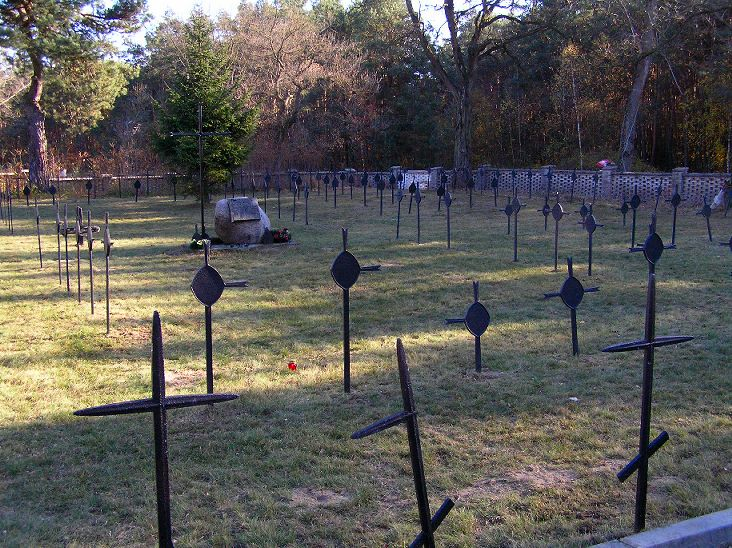
Kwatera żołnierzy I wojny światowej

Rybitwy – wieś w Polsce położona w województwie lubelskim, w powiecie opolskim, w gminie Józefów nad Wisłą. Leży nad rzeką Wyżnicą.
Wieś szlachecka  położona była w drugiej połowie XVI wieku w powiecie urzędowskim województwa lubelskiego. Do 1954 roku istniała gmina Rybitwy. W latach 1975–1998 miejscowość administracyjnie należała do ówczesnego województwa lubelskiego.
Wieś jest sołectwem w gminie Józefów nad Wisłą. Według Narodowego Spisu Powszechnego z roku 2011 wieś liczyła 286 mieszkańców.

## Zabytki
- Późnorenesansowy kościół parafialny pw. Wszystkich Świętych z 1613 roku. W XVI wieku Rybitwy przeszły w  posiadanie Ossolińskich, którzy oddali kościół na zbór kalwiński. Nie wiadomo, czy po usunięciu innowierców został zniszczony czy rozebrany. Po likwidacji zboru po 1613 roku, rozpoczęto budowę obecnie stojącego murowanego kościoła. Około 1617 roku została splądrowana przez arian, a po ich wypędzeniu kościół konsekrowano w 1631 roku. Przy nawie od zachodu znajduje się potężna, oszkarpowana w narożach, kwadratowa trójkondygnacyjna wieża z  kruchtą w przyziemiu. Posiada otwory strzelnicze co świadczy o jej obronnym charakterze[10]. W XIX wieku dobudowano do kościoła neogotycką kaplicę grobową gen. Franciszka Ksawerego Niesiołowskiego, w której pochowano także m.in. jego córkę Idalię i jej teściową. Po 1854 roku z funduszów dziedzica hr. Emila Dolińskiego wyremontowano cały  kościół, między innymi wymieniając posadzkę na nową z ciosów kamiennych. W 1923 r. Departament Sztuki dał kościołowi tytułem zapomogi sumę 30 000 marek polskich. Zamontowano wówczas nową więźbę dachową i dokonano innych napraw. Kościół został zniszczony podczas dwóch wojen światowych i następnie odbudowany. Kościół w Rybitwach jest wpisany do rejestru zabytków województwa lubelskiego pod numerem A/557.

- Na terenie miejscowego cmentarza zlokalizowana jest kwatera 160 żołnierzy armii austro-węgierskiej i 75 armii rosyjskiej, poległych w lipcu 1915 roku.